# نوی تساوخه
نوی تساوخه (به آلمانی: Neu Zauche) یک شهر در آلمان است که در دامه-اشپریوالد واقع شده‌است. نوی تساوخه ۱٬۲۴۴ نفر جمعیت دارد.